# 79 г. пр.н.е.
79 (седемдесет и деветта) година преди новата ера (пр.н.е.) е година от доюлианския (Помпилийски) римски календар.

## Събития

### В Римската република
- Консули на Римската република са Публий Сервилий Вация и Апий Клавдий Пулхер.
- Луций Корнелий Сула се отказва доброволно от диктаторския си пост и се оттегля като частно лице, за да пише мемоарите си.
- Серторианска война:
  - Луций Хиртулей побеждава в битка управителя на Близка Испания Марк Домиций Калвин, който е убит.[1]
  - Квинт Серторий побеждава и убива подчинения на Квинт Цецилий Метел Пий командир Луций Торий Балб.[2]
- Цицерон напуска Рим и заминава за Атина, където прекарва известно време преди да отиде на Родос, за да изучава ораторство и философия при стоическия философ Посидоний.[2]

## Починали
- Луций Торий Балб, римски военачалник
- Марк Домиций Калвин (претор 80 пр.н.е.), римски политик и военачалник